# Żydowska Gmina Wyznaniowa w Jordanowie
Żydowska Gmina Wyznaniowa w Jordanowie – wspólnota religijna skupiająca Żydów w Jordanowie. Przestała istnieć w czasie II wojny światowej.

## Historia jordanowskiej gminy do II wojny światowej
Historia Żydów jordanowskich zaczęła się prawdopodobnie w XVIII wieku, ale aż do lat 70. przybywali tu oni raczej okazjonalnie, przyciągani możliwością handlu na lokalnym rynku. Dopiero plany kolonizacji Galicji, mające doprowadzić do rozwoju gospodarczego i germanizacji tego obszaru, np. poprzez sprowadzanie osadników niemieckich, spowodowały także szerszy napływ do miasta ludności izraelickiej. Jordanów położony na ruchliwych szlakach kupieckich, wiodących z Krakowa na Orawę i Węgry, już od XVI wieku znany był z jarmarków, na których sprzedawano m.in. sól, bydło i płótno. W tej działalności swój udział zaznaczać zaczęli również Żydzi, którzy stopniowo zaczęli osiedlać się w okolicach miasta.
Gmina posiadała niezbędną do funkcjonowania infrastrukturę, a więc własny cmentarz, synagogę i łaźnię rytualną. W 1887 wybrano na urząd rabina Izraela Schreibera – kupca pochodzącego z Sanoka. ogólna liczba ludności Jordanowa w 1921 wynosiła 1486 osób (669 mężczyzn, 817 kobiet), w tym ludności żydowskiej – 238 osób, co stanowiło 16% populacji miasta. Mimo iż Jordanów, będący w grupie trzech, pobliskich miast (Maków Podhalański i Rabka) posiadał największy udział procentowy ludności żydowskiej (w roku 1921 było to 16% populacji, to w województwie krakowskim znajdował się w najszerzej reprezentowanej grupie o najniższym odsetku mieszkańców wyznania mojżeszowego, nieprzekraczającego ¼ ogółu mieszkańców. W oparciu o zachowaną dokumentację, wiemy, że liczba Żydów, zamieszkujących teren miasta przed wojną wynosiła 354 osoby.
W przeważającej większości Żydzi żyli dość skromnie, byli też i tacy, którzy z czasem wypracowali bardzo mocne podstawy bytu. Księga Adresowa Polski (wraz z w.m. Gdańskiem) dla Handlu, Przemysłu, Rzemiosła i Rolnictwa z roku 1928 wyszczególnia na terenie miasta najważniejsze usługi świadczone dla ludności. Obok polskich dominują nazwiska żydowskie.  W wymiarze ekonomicznym wielu przedsiębiorców należało do elity finansowej miasta. Od roku 1921 działało w Jordanowie Stowarzyszenie Kupców (Żydzi i katolicy).
Do najważniejszych dokumentów izraelickiej gminy wyznaniowej w Jordanowie, należy statut gminy. Wszedł on w życie, po zatwierdzeniu przez władze krajowe w 1897 roku. Składa się z XV rozdziałów: I. O okręgu, zadaniu i członkach gminy wyznaniowej. II. O organach reprezentujących i zarządzających gminy wyznaniowej. III. Zwierzchność wyznaniowa. IV. O przełożonym gminy wyznaniowej. V. O wydziałach. VI. O funkcjonariuszach gminy wyznaniowej, ich mianowaniu, prawach i obowiązkach. VII. O prawach i obowiązkach członków gminy wyznaniowej. VIII. O prawie wyborczym, obieralności i postępowaniu przy wyborach. IX. O udzieleniu kierownictwa i nadzorowaniu nauki religii. X. O wyznaniowych zakładach, fundacjach, stowarzyszeniach, o publicznych i prywatnych domach modlitwy, o zebraniach w celach nabożeństwa i obchodów rytualnych. XI. O gospodarstwie gminy wyznaniowej i świadczeniach członków gminy na cele wyznaniowe.
XII. O załatwieniu sporów powstałych ze związku gminy wyznaniowej. XIII. O postępowaniu przy zmianie statutów. XIV. O prawie nadzoru państwa i wpływie jego na sprawy gminy wyznaniowej. XV. Przepisy przejściowe.
Pierwszym rabinem jordanowskiej gminy wyznaniowej był Israel Schreiber, urodzony 3 czerwca 1855 w Nowym Sączu. Syn Herzla i Ratzy Schreiberów. Był kupcem w Sanoku i Wiśniczu. Ożenił się z Hindą Nebenzahl, córką Barucha i Itty Nebenzahlów, prominentnych kupców z Wiśnicza, spowinowaconych ze sławną w Małopolsce dynastią cadyków z rodu Halberstamów (zob. Salomon Joachim Halberstam). Izrael Schreiber sprawował urząd rabina do dnia swej śmierci 25 stycznia 1929.

## II wojna światowa
Organizowaniem życia społeczności żydowskiej na terenie Jordanowa, podobnie jak we wszystkich innych miejscowościach, kierowała, pod nadzorem okupanta, Rada Starszych (Judenrat), której przewodniczącym był Erwin Kögel. Niestety, dokumentacja, obrazująca zmagania Rady z wciąż pogarszającą się sytuacją wojennej rzeczywistości najprawdopodobniej zaginęła w całości. O jej działalności, w sposób szczątkowy informują źródła pośrednie, w tym także dość obszerna korespondencja jordanowskiej Delegatury z Prezydium Żydowskiej Samopomocy Społecznej w Krakowie. Delegatura ŻSS w Jordanowie rozpoczęła swą oficjalną działalność 15 czerwca 1941. Do tego czasu opiekę nad miejscową ludnością, a także nad znajdującymi się na terenie Jordanowa wysiedleńcami z Kraju Warty sprawowała Rada Żydowska. Pierwsza wzmianka na temat organizowania kuchni ludowej pochodzi z listopada 1940 r. Rada Żydowska przewidywała wówczas jej otwarcie najpóźniej na dzień 1 grudnia tego roku, o czym informowała Prezydium ŻSS w Krakowie. Korespondencja między Delegaturą ŻSS w Jordanowie a Prezydium ŻSS w Krakowie obejmuje okres od 24 listopada 1940 do 25 sierpnia 1942. Znamienna jest data końcowa – zaledwie cztery dni przed masową eksterminacją społeczności żydowskiej z terenu Jordanowa i okolic. W odręcznie pisanym liście zwrócono się do Prezydium o informację w sprawie przydziału 20 par butów, za które Delegatura wysłała wcześniej zaliczkę. Proszono o wyjaśnienie zwłoki w ich przysłaniu zaznaczając, że buty są bardzo potrzebne dla podopiecznych.
29 sierpnia 1942 Niemcy dokonali masakry jordanowskich Żydów, rozstrzeliwując ok. 70 osób. Reszta zapędzona została pieszo do Makowa Podhalańskiego, a stamtąd do obozu zagłady w Bełżcu. Powszechnie znanym i znienawidzonym oprawcą Żydów był polski policjant – Emil Wilczek. Armia Krajowa wydała na niego wyrok śmierci. Wilczek zmarł w wyniku ran postrzałowych w szpitalu w Rabce, 30 października 1944.
Ostatni rabin, Elkune Zoberman przeżył wojnę, uciekając w 1939 r. do Lwowa. Jednak sowieci zesłali go do Kazachstanu a potem na Syberię. Udało mu się wrócić i przez kilka lat sprawował urząd jednego z trzech rabinów w Wałbrzychu. Wkrótce wyjechał do Stanów Zjednoczonych, gdzie został naturalizowany i założył nową rodzinę (pierwsza żona, Miriam zmarła w Kazachstanie). Zmarł tragicznie w 1959 r.